# Olof Pilo
Olof Pilo (eller Pijhlou) född 1668, död den 25 juli 1753, var en svensk konstnär, far till och Jöns, Carl Gustaf och Olof Pilo.
Pilo föddes i Sverige, det finns teorier var namnet härstammar ifrån  Polen. Till lärare i målning hade han från 1692 Johan Sylvius, en i övrigt föga bekant konstnär, som fått sin artistiska uppfostran i Rom och förnämligast vid Drottningholms slott efterlämnat spår av sin konstnärliga verksamhet. 
Pilo biträdde denne vid målandet av slottstrappan, som han dock inte enligt den vanliga uppgiften fulländade, emedan han redan 1694 lämnade arbetet hos Sylvius. I början av Karl XII:s regering drog sig Pilo ur konstnärslivet och köpte ett litet hemman Göksäter i Runtuna socken av Södermanland, där han tillbragte sina återstående dagar som lantbrukare.